# گاما (حرف)
گامّا (بزرگ: Γ، کوچک:γ; (به یونانی: Γάμμα)) سومین حرف الفبای یونانی است که از حرف فنیقی گیمل (𐤂) برگرفته شده‌است. حروف C و G و حرف سیریلیک Г و گ با قوس بالا (گ) برگرفته از این حرف هستند. حرف همسنگ آن در الفبای پارسی گ است.

## کاربردها
گاما معمولاً به عنوان متغیر در ریاضی و فیزیک به کار می‌رود.
و به‌طور خاص از واپاشی گاما(پرتو گاما) در فیزیک هسته‌ای و عامل لورنس در نسبیت عام می‌توان مثال زد. در ریاضیات از تابع گاما نیز استفاده می‌شود.